# サンペドロ湾 (フィリピン)
サンペドロ湾（英語: San Pedro Bay）は、フィリピンにある湾である。レイテ湾の北西にあり、東西約15km、南北約20kmの大きさである。北・西よりはサマール島に、南・東よりはレイテ島に接している。サン・ファニーコ海峡を通してサマール海のカリガラ湾とつながっている。湾に面している最大の都市はレイテ州の州都であるタクロバンである。